# Lufira
Pour les articles homonymes, voir Lufira (homonymie).
La Lufira est une rivière de la république démocratique du Congo et un affluent de la Lualaba.

## Géographie
Elle est formée au sud de Likasi, coule vers le nord-est, alimente le lac Tshangalele à 25 km de Likasi, traverse le parc national des Kundelungu vers le nord-ouest, traverse son canyon creusé au cours des siècles dans le massif des Mitumba, et aboutit dans le parc national de l'Upemba dans la dépression de Kamalondo où elle va se jeter dans le lac Kisale se joignant ainsi à la Lualaba (fleuve Congo).
La Lufira possède plusieurs chutes d'eau, dont les chutes de Kiubo d'une hauteur de 60 m.
Sur la Lufira, on retrouve également la présence d'un barrage hydroélectrique, le barrage de Lufira, appartenant à la Société nationale d'électricité (S.N.EL), dans la localité de Mwadingusha, à 75 km de Likasi.